# Gottfried Grandel
Gottfried Grandel (* 17. Oktober 1877 in Augsburg; † 1952 in Freiberg) war ein deutscher Unternehmer auf dem Gebiet der Bioraffinerie.
Der Sohn von Georg Grandel promovierte 1900 zum Doktor der Philologie, war Apotheker und übernahm das elterliche Ölwerk Georg Grandel in Augsburg. Sein Sohn war Felix Grandel (* 1. Juni 1905 in Mannheim; † 21. August 1977 in Augsburg), der 1947 in Augsburg die Keimdiät GmbH, das heutige Kosmetikunternehmen Dr. Grandel GmbH gründete.
1919 gründete Grandel in Augsburg den Bund für deutsches Recht und war Mittelsmann zu völkischen Verbänden (Alldeutscher Verband). Er war mit Dietrich Eckart befreundet. Im März 1920 organisierte er ein Flugzeug, mit dem Adolf Hitler und Eckart nach Berlin flogen, um am Kapp-Putsch teilzunehmen.
Am 17. August 1920 gründete er die Ortsgruppe Augsburg des Nationalsozialistischen Deutschen Arbeiterverein e. V. NSDAP-Mitgliedsnummer 1713. Am 17. Dezember 1920 erwarb dieser eingetragene Verein von der Thule-Gesellschaft für 120.000 Reichsmark den Völkischer Beobachter sowie den Franz-Eher-Verlag. Für diesen Erwerb stellte Franz Ritter von Epp, als Zeichnungsberechtigter für einen Reptilienfonds der Reichswehr, 60.000 Reichsmark zur Verfügung. Adolf Hitler begleitete Gottfried Grandel von Augsburg zu einem Notar nach München, wo Grandel eine Bürgschaftserklärung für ein Darlehen über 56.500 Reichsmark für den Erwerb des Verlages gab. Die Bürgschaft wurde von den Begünstigten kurz darauf abgerufen und an Grandel nicht mehr zurückgezahlt.
1929 fusionierte das Ölwerk Georg Grandel Augsburg mit dem Ölgroßhändler Christian Lindemann Walsoe zur Deutschen Ölfabrik Dr. Grandel & Co, welche sich der Faktisherstellung widmete und verlagerte den Unternehmenssitz 1930 nach Hamburg.

## Schriften
- Über die Hydrazide und Azide der Tetraethylen-11-Dicarbonsäure und der ω2 ω'2-Pentantetracarbonsäure. Inaugural-Dissertation. Universitäts-Buchdruckerei, Heidelberg 1900.[7]
- Sich selbst konservieren und andere Betrachtungen zur Erlangung der Vollgesundheit. Müller, Krailling bei München 1951.